# Erich Tülff von Tschepe und Weidenbach

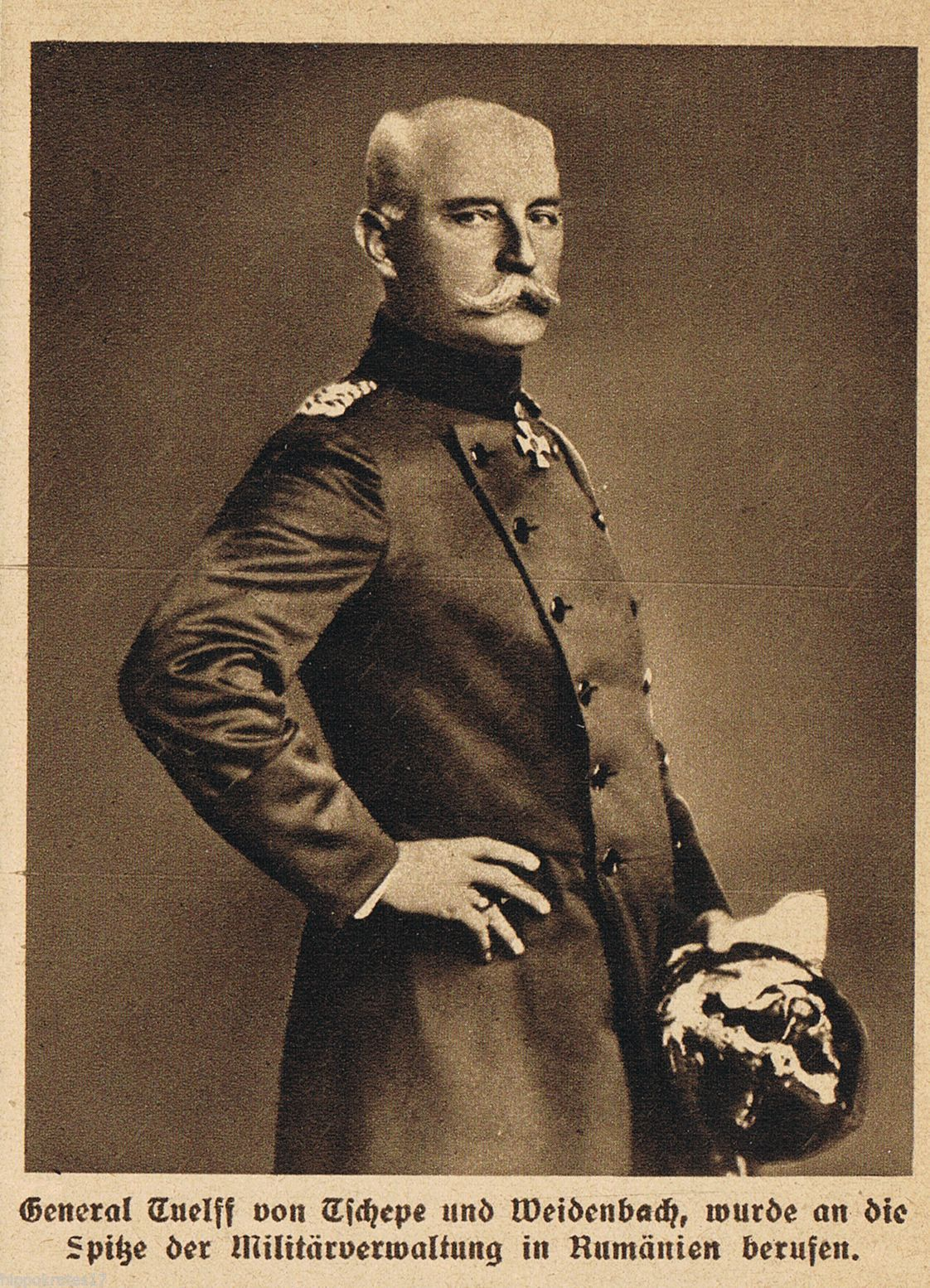
General Erich Tülff von Tschepe und Weidenbach 1917 (Foto aus: Die Woche)

Erich Franz Theodor Tülff, ab 1913 Tülff von Tschepe und Weidenbach, (* 28. Januar 1854 in Breslau; † 2. Februar 1934 in Ober Langenöls) war ein preußischer General der Infanterie.

## Familie
Erich (auch Franz genannt) war ein Sohn von Dr. med. Friedrich Tülff (1816–1859), praktischer Arzt in Breslau und dessen Ehefrau Ida, geborene Micke (1823–1890). Er heiratet am 19. September 1878 in Breslau Antonie von Tschepe und Weidenbach (* 24. Dezember 1854 in Waldenburg/Schlesien). Ihr Vater war Geheimer Bergrat und Letzter seines Geschlechts, böhmischer Ritterstand, Diplom vom 16. März 1702.

Kinder:
- Charlotte (* 3. September 1879).
- Werner (* 9. September 1882), königlich preußischer Oberleutnant im Feldartillerieregiment Nr. 11 heiratete am 28. März 1912 Hanna Claessen (26. April 1884), Wohnort (1915): Kassel.
- Ida (* 27. August 1884 in Brieg), heiratete am 8. Oktober 1906 in Hanau Walter Boehm, königlich preußischer Oberleutnant im Feldartillerieregiment Nr. 3, Wohnort (1915): Berlin.
- Stephan (* 25. Mai 1890; † 13. Juni 1962 in Kassel), heiratete Margarete Heinke (* 1896; † ca. 1958), königlich preußischer Oberleutnant im Feldartillerieregiment Nr. 57, Wohnort (1915): Neustadt in Oberschlesien.
- Peter (* 4. Oktober 1894 in Magdeburg; † 22. Juni 1916 bei Lunéville (gefallen als Flugbeobachter)[3]), königlich preußischer Oberleutnant im Feldartillerieregiment Nr. 11, Wohnort (1915): Kassel.

## Militärkarriere
Anlässlich des 25-jährigen Regierungsjubiläums erhob ihn Kaiser Wilhelm II. unter der Namensform „Tülff von Tschepe und Weidenbach“ am 16. Juni 1913 in den erblichen preußischen Adelsstand.
Laufbahn in der preußischen Armee:
- 29.10.1872	Dienst im 4. Niederschlesisches Infanterie-Regiment Nr. 51 – Breslau, Brieg (ab 1874)
- 12.02.1874	Secondeleutnant
- 13.03.1884	Premierleutnant
- 01.04.1887	im Stab der 4. Niederschlesisches Infanterie-Regiment Nr. 51 in Breslau
- 02.03.1889	Dienst im Großen Generalstab in Berlin
- 22.03.1889	Hauptmann
- 30.03.1892	Infanterie-Regiment „Graf von Kirchbach“ (1. Niederschlesisches) Nr. 46 – Posen
- 17.02.1894	Großer Generalstab – Berlin
- 14.05.1894	7. Infanterie-Division – Magdeburg (im Stab des Generals von Öttinger)
- 18.10.1894	Beförderung zum Major
- 12.09.1896	nochmals im Großen Generalstab in Berlin
- 21.04.1897 	Reichs-Eisenbahn – Elsaß-Lothringen
- 17.07.1897	Großer Generalstab – Berlin
- 20.07.1898	Kommandeur des 4. Badisches Infanterie-Regiment „Prinz Wilhelm“ Nr. 112 in Mülhausen
- 18.04.1901	Generalstabschef des XVI. Armeekorps in Metz (unter General von Haeseler)
- 18.04.1901	Beförderung zum Oberstleutnant
- 18.04.1903	Beförderung zum Oberst
- 04.02.1904	Kommandeur des Infanterie-Regiment Hessen-Homburg Nr. 166 in Hanau
- 11.09.1907	Beförderung zum Generalmajor
- 01.10.1907	Kommandeur er 10. Infanterie-Brigade in Frankfurt an der Oder
- 18.10.1910	Kommandeur der 12. Infanterie-Division in Neiße (Nachfolger des Generals von der Groeben)
- 27.01.1911	Beförderung zum Generalleutnant[7]
- 25. Juni 1913 bis 4. Oktober 1914 Kommandierender General des VIII. Armee-Korps in Koblenz, Kriegseinsatz im Rahmen der 4. Armee im Raum Vitry (Schlacht an der Marne)
- 5. Oktober 1914 bis 31. Januar 1917 zur Disposition gestellt
- 2. Februar 1917 bis 11. November 1918 Militärgouverneur der Walachei in Rumänien.

## Orden
- Roter Adlerorden, 2. Klasse mit Stern und Eichenlaub.[8]
- Preußisches Dienstauszeichnungskreuz
- Preußisches Militärverdienstkreuz
- Königlich bayrische Militärverdienstorden, Offizierskreuz.
- Königlich sächsischer Albrechtsorden, 3. Klasse.
- Orden der Württembergischen Krone, Ritterkreuz mit Insignien der Löwen.
- Orden vom Zähringer Löwen, Kommandeur II. Klasse.
- Belgischen Kronenorden, Ritter.
- Orden der Eisernen Krone (Österreich), I. Klasse (1917 verliehen)[9]

## Wappen
Gespalten; vorn (Tülff) in Rot zwei silberne abgewendete Angelhaken, hinten (von Tschepe und Weidenbach) in Blau auf grünem Hügel ein goldgekrönter silberner Schwan. Zwei gekörnte Helme; auf dem vorderen mit silbernen Decken der gekrönte silberne Schwan zwischen einem vorn gold-schwarz, hinten silber-blau geteilten, offenen Fluge.

## Fotografien
- Brustbild, Porträt in Uniform (Stollwerck-Reklamekarte).
- Manöverbesprechung des Grafen Gottlieb von Häseler, General mit Franz Tülff von Tschepe und Weidenbach, Oberst beim Kaisermanöver 1901 Fotografie von Franz Tellgmann.
- Sohn Peter (1894–1916) in Uniform kolorierte Aufnahme o.D.